# Seguici Festiu de Cervera

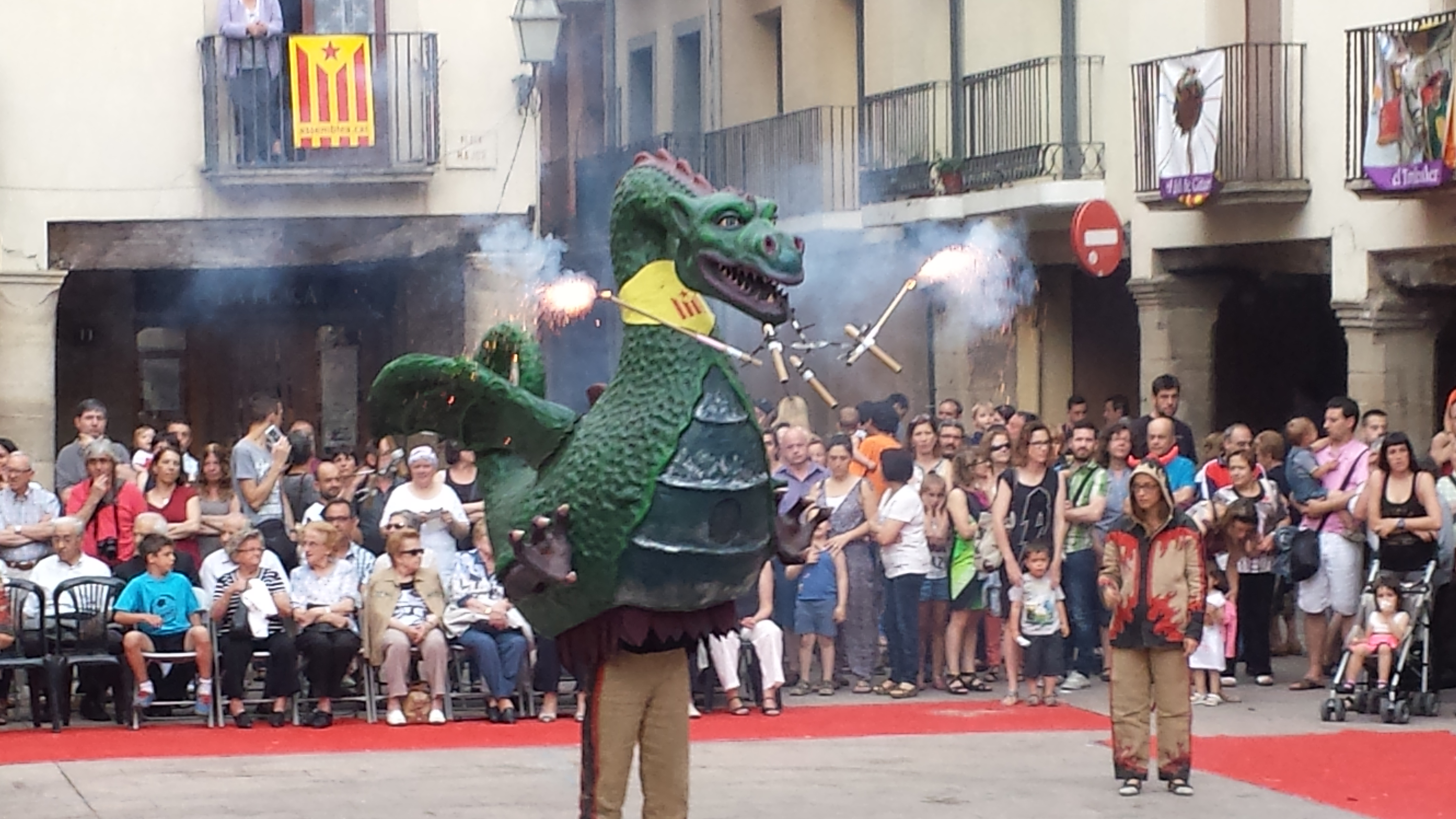
Drac de Cervera ballant per Corpus 2015.

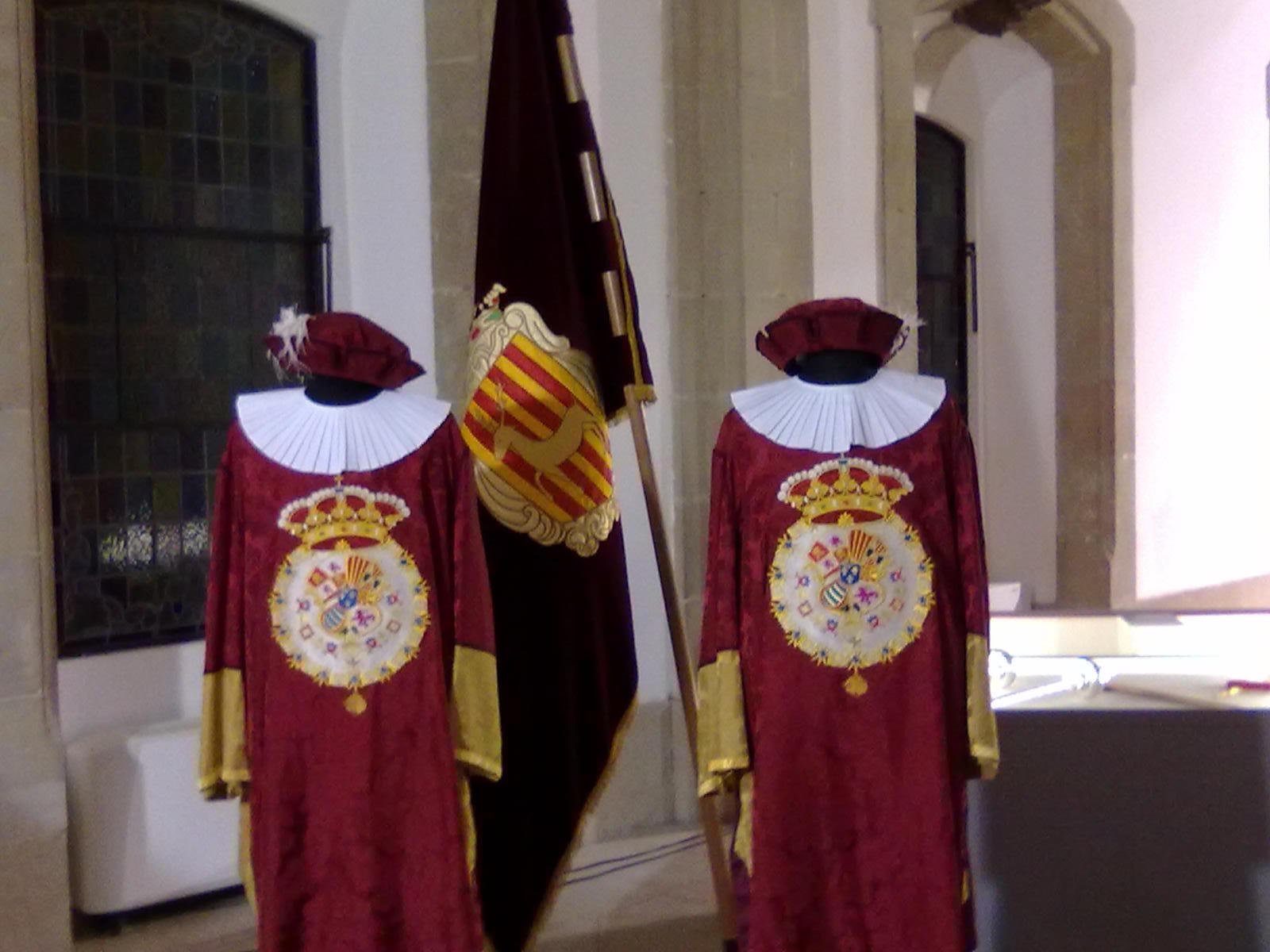
Macers i Senyera de la Ciutat de Cervera

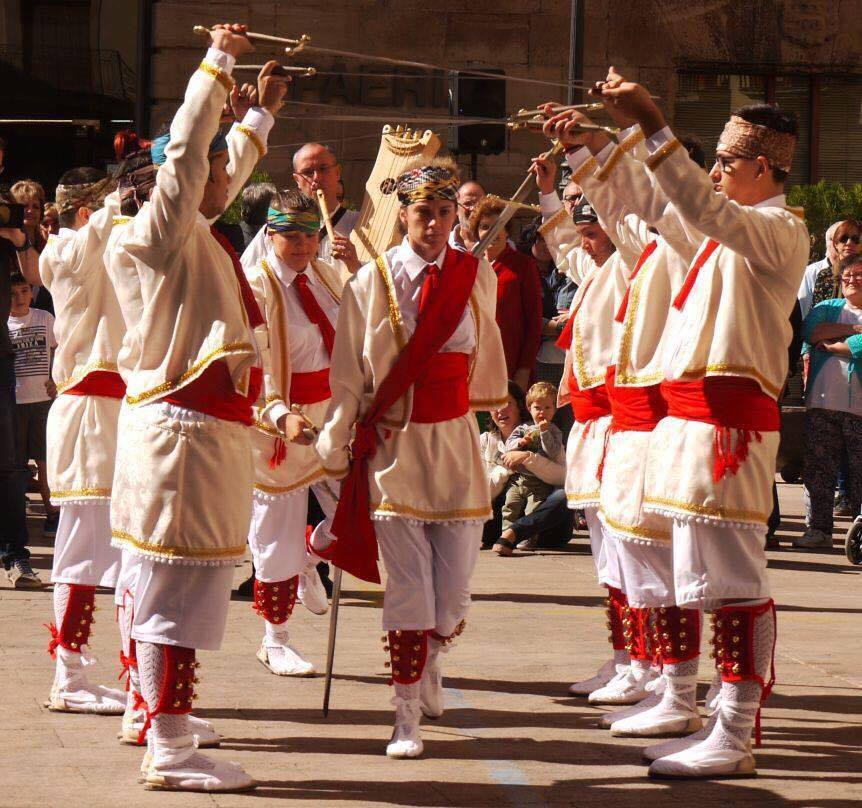
Ball d'Espases de Cervera en la seva presentació el 19 de setembre del 2016

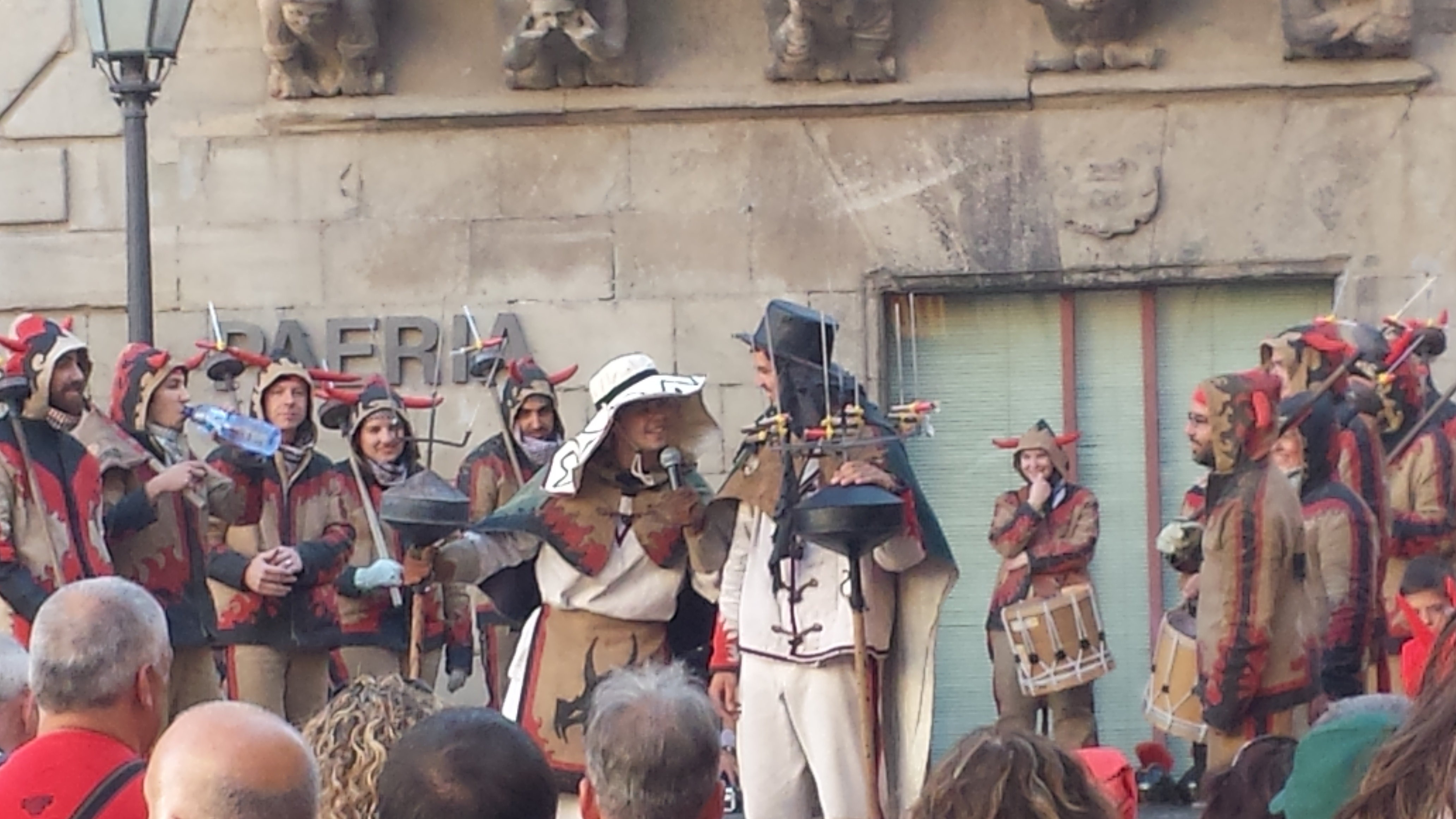
Ball parlat dels Diables de Cevera en el marc de la Festa de la Colla 2015.

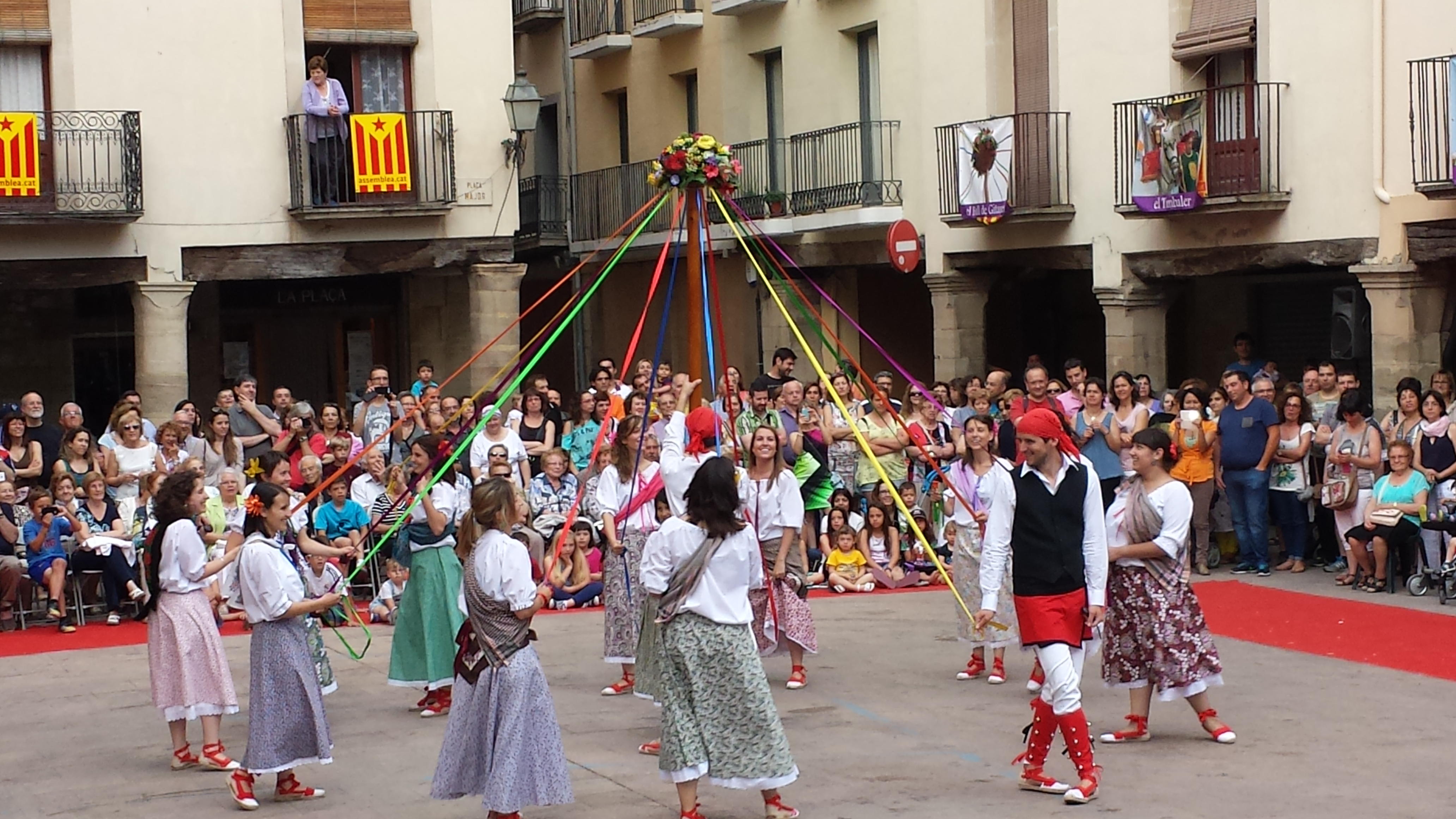
Ball de Gitanes de Cervera ballant per Corpus el 2015.

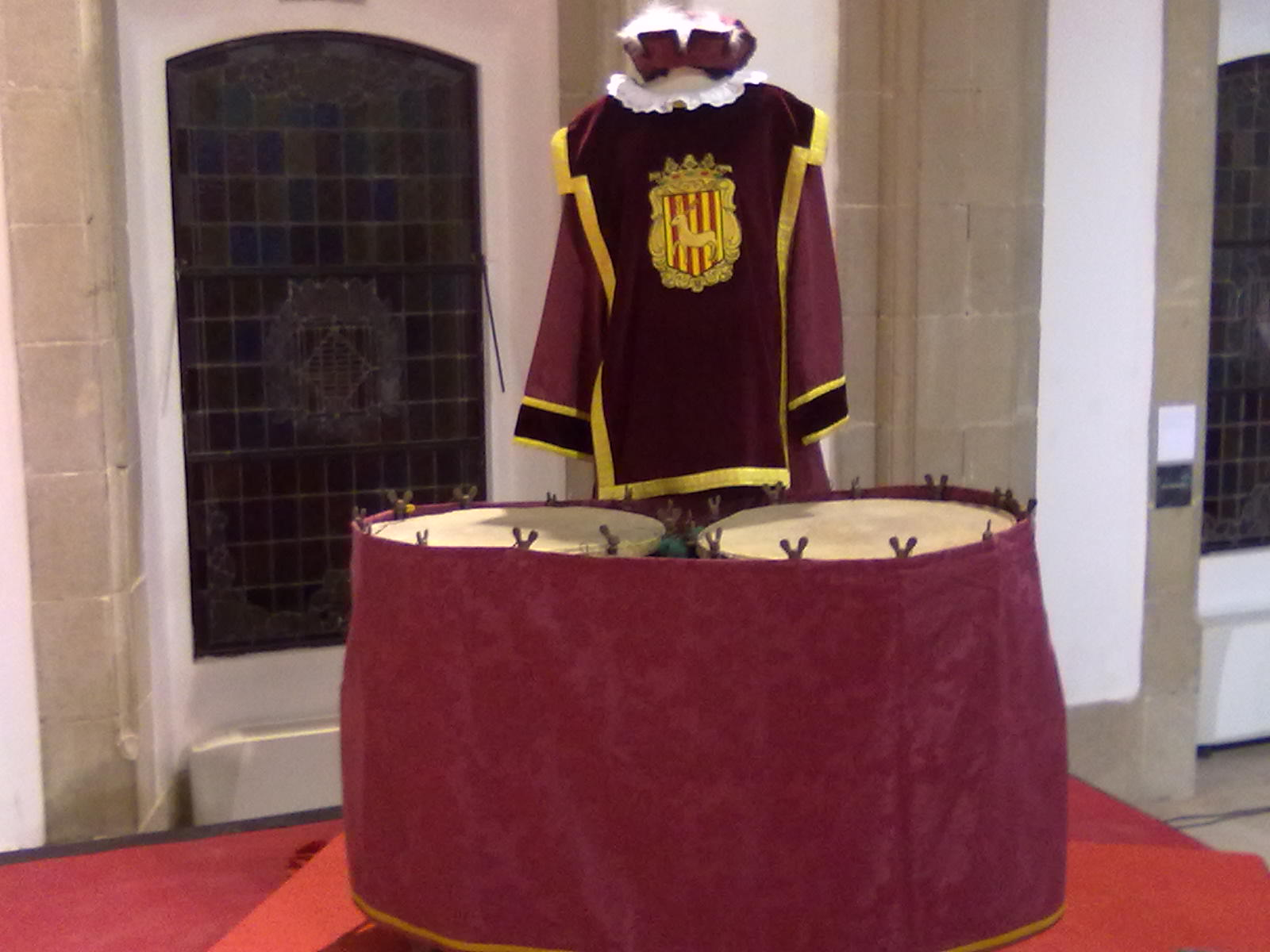
Timbales de Cervera, originals del. Herald que les fa sonar.

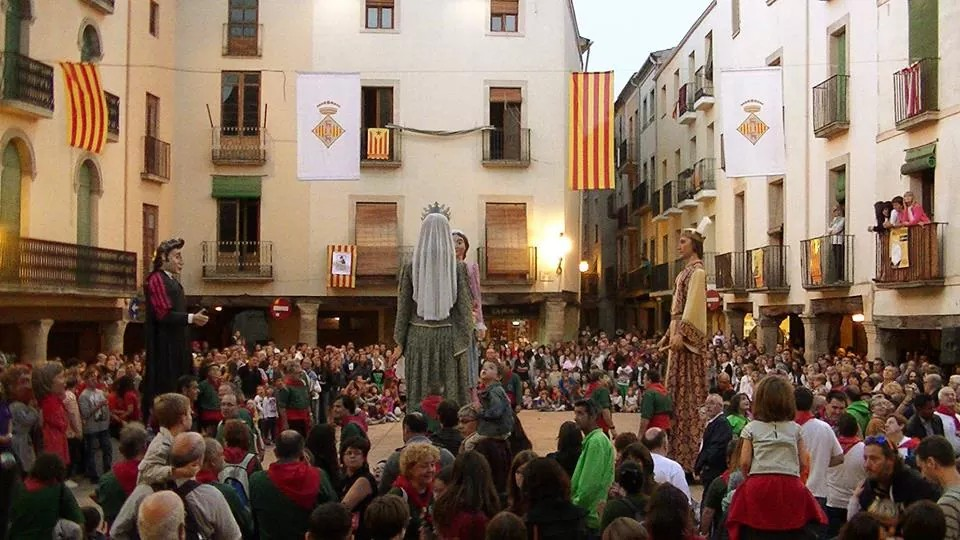
Ball dels Gegants de Cervera. Festa Major 2015.

El Seguici Festiu de Cervera és el conjunt de manifestacions festives -entremesos, balls populars, danses para-teatrals, elements de protocol, músics tradicionals- que participen en la Festa Major i la festivitat del Corpus Christi de la ciutat de Cervera. 

## Història: orígens, desaparició i recuperació[calcitació]
L'origen d'aquesta manifestació l'hem de trobar en les processos del Corpus tardomedieval de la ciutat. Posteriorment, els seus elements integrants s'aniran consolidant i configurant al llarg dels segles fins que a l'entrada del segle XX el seguici entrarà en decadència. Després de la Guerra Civil hi hagué un intent de recuperació del seguici amb la recuperació de diversos elements festius i de protocol: timbaler, pregoner, macers, gegants i capgrossos. A inicis dels anys 1970 va desaparèixer aquesta manifestació festiva, principalment per la prohibició als elements festius de participar en processons religioses fet que també va propiciar la desaparició la processó del Corpus a Cervera. Des d'aquest moment, el seguici restà en l'oblit. Sols es van recuperar o introduir elements festius - diables, gegants, capgrossos i grallers- amb l'onada de revitalització de la cultura popular catalana als anys 1980 però sense tenir en compte un marc comú d'acció festiva com era el Seguici Festiu en el passat.
La primera pedra per la recuperació del Seguici Festiu es va dur a terme el 2003 amb la recuperació de l'Anada a Ofici de Festa Major de Sant Crist. La recuperació es va impulsar des de la Regidoria de Cultura, encapçalada per la Regidora Blanca Cuñé, amb la col·laboració de les entitats de cultura popular de la ciutat. En aquest primer seguici recuperat hi van participar els Macers, el Drac - que s'havia recuperat el 2001-, els Gegants i la Corporació Municipal, acompanyats d'una cobla de ministrils. Anys més tard, el 2008 en el decurs de la Festa de la Colla dels Diables de Cervera Carranquers s'organitzà una taula rodona sobre quin hauria de ser el seguici festiu de Cervera, amb la presència del reconegut etnòleg Salvador Palomar i de representants de diverses entitats de cultura popular de Cervera. Un mes abans, el 16 d'abril del 2008, es presentava la recerca etnohistòrica sobre l'Àliga de Cervera feta per l'historiador Jordi Soldevila motiu pel qual sorgí un grup de suport a la recuperació d'aquest element del bestiari festiu i de protocol de la ciutat. Aquests fets sumats a la inèrcia i vitalitat de les entitats de cultura popular locals en aquell moment, van propiciar l'agrupament de les entitats de cultura popular al voltant d'una única associació, l'Agrupació Seny Major.
L'Agrupació Seny Major recupera aquest patrimoni de la ciutat des del 2009, any de la creació de l'entitat que agrupa els grups de carrer i balls populars de la ciutat. Entre els anys 2010 i 2011 van ser uns anys de reformulació del model de Festa Major del Sant Crist amb el qual es va dotar altra vegada de Seguici Festiu, de Matinades i de lluïments. Cosa que també va passar amb la revitalització del Corpus amb la realització de catifes de flors, impulsades des de la Secció de Cultura Popular del Centre Municipal de Cultura; unes jornades científiques sobre el Corpus a Cervera organitzades pel Museu de Cervera el 2011, la celebració dels 600 anys de la primera referència dels diables a Cervera i la cercavila a la tarda del seguici festiu de Corpus, impulsada per l'Agrupació Seny Major aquell mateix any.
Des de la creació de l'Agrupació Seny Major s'ha anat recuperant diversos elements integrants del seguici festiu com són les Timbales (2010), Senyera de la Ciutat (2011), Àliga (2013), Ball de Gitanes (2014), Ball d'Espases (2016) a més d'integrar elements recuperats anteriorment com el Ball de Gegants (1948), Capgrossos (1948), Cavallets - no ballen, només són 1 parella- (1948), Ball del Drac (2001), Macers (2003) 
Actualment, el seguici festiu participa el diumenge de Corpus en una cercavila cívica a la tarda pels carrers i places de la ciutat acabant a la plaça Major amb una ballada de cada element. Per Festa Major del Sant Crist, cada quart cap de setmana de setembre, el seguici festiu acompanya ritualment a la Corporació Municipal en els seus desplaçaments a l'Anada i Tornada a Ofici de Festa Major. Posteriorment a la Plaça Major cada ball popular o entremès fa el seu ball propi. I per Festa Major del Sant Misteri el seguici festiu - reduït a l'Àliga i elements de protocol municipals- acompanya la Corporació Municipal en els seus desplaçaments de l'Anada i Tornada de Completes cada 5 de feberer, vígilia de la Festa Major. Destacar que l'Àliga de Cervera realitza per Completes el seu ball solemne damunt el presbiteri de l'Església de Santa Maria de Cervera com havia fet històricament.

## Elements del Seguici Festiu

### Balls populars i entremesos
- Ball de Diables.[1] Documentats des de 1411. La colla actual són els Diables de Cervera - Carranquers (1994) que han adoptat l'estil penedesenc amb ball parlat i personatges diferenciats.
- Drac.[2] Documentat des de 1426. Va ser recreat pels Diables de Cervera - Carranquers el 2001 amb nom de Drac "Lo Carranco Bilandó".
- Àliga.[3] Documentada des de 1423. Recuperada el 2013 a partir del cap original de l'Àliga de 1738.
- Cavallets. Documentats des de 1457. Comprada comparsa de dos cavallets al Taller Ingenio l'any 1948. Actualment tenen una participació testimonial sense ballar. Antigament formaven comparsa realitzant ball propi amb molts més cavallets.
- Capgrossos.[4] Documentats des de 1893. Hi han hagut diversos capgrossos, però els que avui surten daten del 1948 -tot i algunes recuperacions als anys 90-. Actualment tenen una participació testimonial, sense ballar.
- Gegants.[4] Documentats des de 1450. Els actuals són de 1948 i 1991. Recentment, l'any 2008, es va crear una parella de gegantons.
- Ball d'Espases.[5] Documentat des de 1411. Es va reintroduir el 2016. És el primer i únic ball d'espases a Catalunya actualment.
- Ball de Gitanes. Documentat des de 1701. Es va reintroduir el 2014 amb ball parlat[6] acompanyat d'un grup de grallers.
- Ball de Bastons. Documentat des de 1701. Actualment és ballat pel Ball de Bastons de Sedó, ja que no hi ha colla local.

En el passat, el seguici era molt més ric en balls populars, hi havien participat el Ball de Bastons local, el Ball de Pastorets, el Ball de Cercolets, entre d'altres.

### Elements de protocol
- Timbales.[7] Documentades des del segle xviii, anteriorment hi sonaven els tabals i trompetes. Les timbales actuals són dos jocs originals del segle xviii, un per portar a cavall i l'altre amb un moble per portar a peu. Recuperada el 2010.
- Macers. Dues persones vestides d'Herald porten dues porres o vergues metàl·liques de protocol. Recuperada el 2003.
- Pregoner. Persona vestida d'Herald que anunciava les notícies i informacions de la Paeria de Cervera tot utilitzant una trompeta. Figura de protocol desapareguda.
- Senyera de la ciutat de Cervera. Bandera que representa la ciutat en els desplaçaments del seguici festiu. Recuperada el 2010.

### Música
- Grups de grallers. Utilitzats a les comparses de Gegants, Ball de Bastons, Ball de Gitanes i Drac.
- Flabiol i Tamborí. Utilitzat per l'Àliga.
- Flauta de tres forats i salteri. Utilitzada pel Ball d'Espases.
- Cobla de Ministrils. Utilitzada en desplaçament protocol·laris de la Corporació Municipal de la Paeria de Cervera.
- Banda de Música. Tanca la comitiva. Actualment la banda de música de la ciutat forma part del Conservatori Professional de Música de Cervera.